# Alarm in Peking
Alarm in Peking ist ein 1937 von Herbert Selpin inszenierter, zur Zeit des Boxeraufstandes in China im Jahre 1900 spielender Kriegs- und Abenteuerfilm mit Gustav Fröhlich in der Hauptrolle. Der Film wurde am 16. Juli 1937 in München uraufgeführt. Am 20. August 1937 folgte im Ufa-Palast am Zoo die Berliner Erstaufführung.
Es handelt sich heute um einen Vorbehaltsfilm der Friedrich-Wilhelm-Murnau-Stiftung. Er gehört damit zum Bestand der Stiftung, ist nicht für den Vertrieb freigegeben und darf nur mit Zustimmung und unter Bedingungen der Stiftung gezeigt werden.

## Handlung
„Man schreibt den 5. Juli 1900. In ganz Asien hat die Parole: 'China den Chinesen!' ein starkes Echo gefunden. Für die Europäer und Amerikaner sind bittere Zeiten gekommen…“ -- so beginnt die Geschichte.
In einer kleinen Hütte nahe einer chinesischen Eisenbahnstrecke werden in dieser Nacht zwei europäische Telegrafisten von chinesischen Boxern ermordet. Der deutsche Oberleutnant Brock, Anführer einer Reiterpatrouille vom Seebataillon, und sein Kamerad Sergeant Mück hören die Schüsse, kommen aber zu spät. Brock hält daraufhin den nächsten Expresszug auf freier Strecke an, verstaut seine Einheit mitsamt den Pferden und lässt sich so schnellstmöglich nach Tientsin mitnehmen. Kurz zuvor hatte es bereits einen für die europäischen Kolonialherren in China beunruhigenden Zwischenfall gegeben. Anders als angegeben, befanden sich in den im Gepäckwagen mitgeführten Kisten keine Maschinenteile, sondern Granaten. Tu-Hang, der chinesische Geschäftsführer einer in deutschem Besitz befindlichen Fabrik für landwirtschaftliche Maschinen, für die die Fracht bestimmt ist, hatte daraufhin den Gepäckmeister, der diese Entdeckung bei einer beschädigten Kiste gemacht hatte, kurzerhand von einem seiner Leute erstechen und aus dem fahrenden Zug werfen lassen. Keiner der europäischen Mitreisenden ahnt, dass sich etwas gegen die Ausländer zusammenbraut. Auch nicht die Tu-Hang im Zug begleitende Schwester des Fabrikbesitzers, Maria.
Beinahe hätte Mück die explosive Fracht aus dem Waggon werfen lassen, um Platz für die zu verstauenden Pferde zu schaffen. Marias Erscheinen veranlasst jedoch Brock, die Kisten anderweitig zu verstauen, so dass die Munition für den geplanten chinesischen Aufstand schließlich doch ihr Ziel erreicht. In Tientsin erfahren die Reisenden, dass der Bahnverkehr nunmehr stillgelegt ist. Maria, die eigentlich einen guten Bekannten, den britischen Offizier Captain Cunningham wiedertreffen wollte, muss erfahren, dass er nach Peking abkommandiert wurde. Dort sollen er und weitere 416 Soldaten aus insgesamt acht Nationen das gesamte Gesandtschaftsviertel gegen eine etwaige Bedrohung von außen schützen. Maria wollte ursprünglich weiter nach Shanghai reisen, um von dort die Heimreise nach Europa anzutreten. Tu-Hang, der ihr Vertrauen genießt, kann sie jedoch dazu überreden, nach Peking zu fahren und sich beim deutschen Generalkonsul dafür einzusetzen, dass dieser die Kisten mit der geheimen, tödlichen Fracht unkontrolliert freigibt.
Tatsächlich werden die Kisten freigegeben, der gute Name von Marias Bruder bürgt für die Richtigkeit der Inhaltsbeschreibung. Inzwischen sind auch Brock und seine Mannen in Peking eingetroffen. Rasch erkennt Cunningham, dass er in Brock, den er schon seit langem kennt, einen Rivalen um Marias Gunst bekommen hat. Während eines Festes in der britischen Gesandtschaft wird plötzlich von draußen auf den Ballsaal geschossen, und die Soldaten laufen augenblicklich zur äußeren Verteidigungslinie rund um das Viertel. Jetzt zeigt Tu-Hang sein wahres Gesicht. Er greift mit seinen Leuten an, um so rasch wie möglich den Widerstand der „weißen Teufel“ zu brechen. Als erstes geht die belgische Botschaft in Flammen auf, die außerhalb des Diplomatenviertels liegt. Der österreichische Korvettenkapitän von Radain übernimmt als ranghöchster Offizier das Kommando, Cunningham wird sein Stellvertreter. Tu-Hang hat sich verschätzt: So schnell lassen sich die Ausländer militärisch nicht besiegen. Es kommt zur Belagerung. Bald erfährt Tu-Hang auch noch, dass europäische Truppen zum Entsatz der Eingeschlossenen unterwegs sind. Währenddessen gehen bei den Belagerten die Nahrungsmittel zur Neige.
Der italienische Fähnrich Torelli und der deutsche Gefreite Lüdecke verkleiden sich als Chinesen und schleichen sich, so getarnt, mit Hilfe der den Europäern als Prostituierte dienenden Chinesin Yung-Li in die chinesischen Bezirke Pekings, um von dort Lebensmittel in die belagerte Festung zu bringen. Als beide eine Kiste Konserven kaufen wollen, rutscht Lüdecke die Mütze vom Kopf, und er wird enttarnt. Es fallen Schüsse, und Lüdecke wird schwer verwundet. Beiden gelingt jedoch die Flucht mitsamt der Kiste, während Yung-Li von den herbeieilenden Boxern festgehalten wird. Als sich im Gesandtenviertel bei der Öffnung der mitgebrachten Kiste herausstellt, dass es sich bei der mutmaßlichen Konservenkiste um eine von Tu-Hangs Munitionskisten damals im Zug handelt, beschleicht einige im Gesandtschaftsviertel der böse Verdacht, Maria könnte mit der Sache mit dem Munitionsschmuggel zu tun haben. Schließlich war sie es, die sich beim Generalkonsul dafür eingesetzt hatte, dass dieser die für ihren Bruder bestimmte Fracht ungeprüft freigibt. Brock, der an ihre Unschuld glaubt, und der gleichfalls in Maria verliebte Cunningham geraten daraufhin aneinander. Bei einem weiteren Gefecht mit den Boxern wird Kommandeur Radain tödlich verletzt, so dass nunmehr Cunningham als nächst ranghoher Offizier das Kommando übernimmt.
Yung-Li wurde indessen zu Tu-Hang gebracht. Er lässt sie am Leben, weil er sie noch braucht. Er verlangt von ihr, dass sie Maria zu ihm bringt. Yung-Li und Maria erreichen auf geheimen Schleichpfaden Tu-Hang. Maria will von Tu-Hang persönlich erfahren, ob ihr Bruder tatsächlich etwas mit dem Waffenschmuggel zu tun hatte. Der Anführer der Chinesen verneint dies. Sie macht Tu-Hang wegen des schweren Vertrauensbruches Vorwürfe, doch der erwidert, ganz Patriot: „Was ich tat, das tat ich für China“. Dann schlägt er ihr aber angesichts der deutlichen militärischen Übermacht seiner Boxer vor, lieber nicht mehr ins Botschaftsviertel zurückzukehren. Als Maria ihm klarmacht, dass sie zu ihren Leuten ebenso wie er zu seinen stehe, lässt er sie anstandslos ziehen. Inzwischen versucht Brock, der nun seit der Öffnung der versehentlich ins Gesandtschaftsviertel geratenen Granatenkiste ahnt, wie gut die Chinesen bewaffnet sind, die militärische Entscheidung durch ein waghalsiges Ein-Mann-Kommando zu erzwingen. In der Nacht verlässt er das Diplomatenviertel und begibt sich in die Chinesenstadt. Schließlich kraxelt er in halsbrecherischer Manier eine Mauer hinauf.
Oben angekommen, schleudert er eine Ladung brennenden Benzins auf das Munitionsdepot der Boxer, das daraufhin explodiert. Hals über Kopf flieht Brock, um den ihn verfolgenden Chinesen zu entkommen. Maria, inzwischen wieder in das Botschaftsviertel zurückgekehrt, informiert Cunningham darüber, was ihr Tu-Hang zugetragen habe, und kann den Briten dazu überreden, seinem alten Kumpel Brock endlich zu helfen. „Er hält sein Versprechen, aber er stirbt dabei den Soldatentod. Auch Tu-Hang fällt. Es geht hart auf hart -- Endlich sind die Befreier da. Sie hätten keinen Tag später kommen dürfen. Die Weißen sind gerettet. Das Hohelied der Kameradschaft übertönt die Klage um die Opfer des Kampfes.“

## Produktionsnotizen

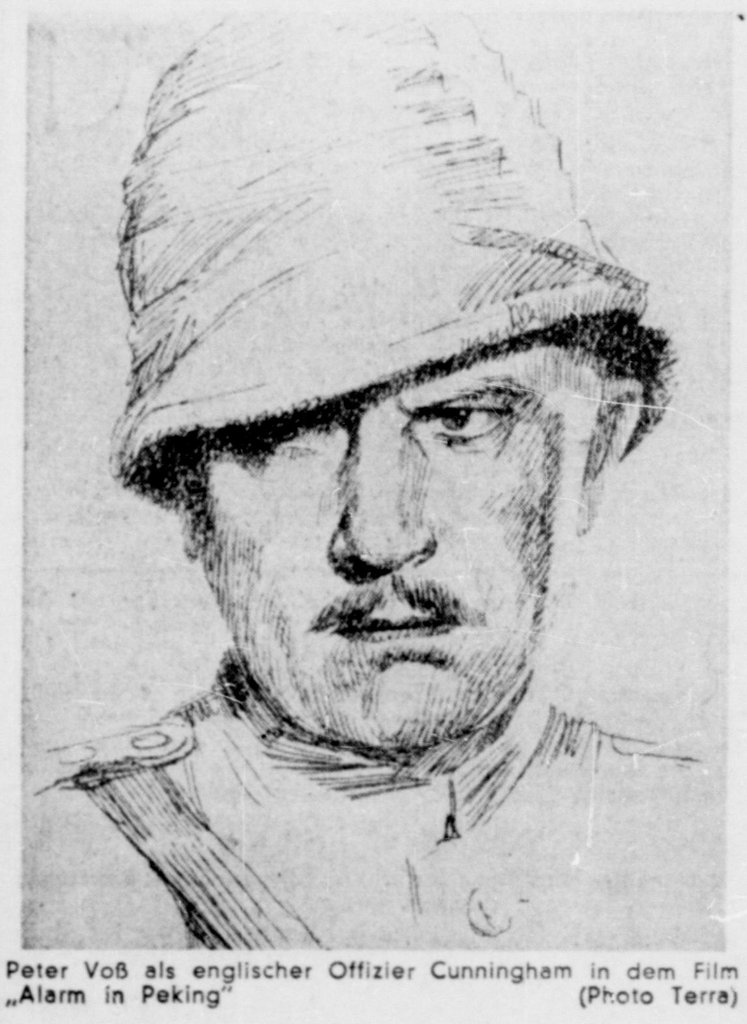
Peter Voß als ein englischer Offizier Cunningham in dem Film "Alarm in Peking" 1937

Die Dreharbeiten begannen am 12. März 1937 und waren Mitte des darauf folgenden Monats beendet. 25 Jahre später entstand mit 55 Tage in Peking ein weiteres (aufwendiges) Filmprojekt, das in Abenteuerfilmmanier den Boxeraufstand thematisiert. Alarm in Peking wurde für die Jugend freigegeben.
Noch im selben Jahr 1937 fand der Film auch seine Aufführung in Portugal, den Niederlanden und in Finnland. 1938 wurde Alarm in Peking auch in japanischen Kinos gezeigt.
Für seine Leinwandkarriere völlig ungewöhnlich, verkörpert der deutsche Bühnenstar Bernhard Minetti hier einen Chinesen.
Die Schauspielerin Rosa Jung (Rolle der Yung-Li), bei Ende der Dreharbeiten gerade 29 Jahre alt, kam hingegen tatsächlich aus Peking und war die einzige ethnische Chinesin mit einer Sprechrolle in diesem Film. Sie lebte zu dieser Zeit in Berlin-Friedenau. Rosa Jung sprach neben Chinesisch auch Deutsch, Englisch und Französisch. Ebenfalls 1937 spielte sie in Richard Eichbergs legendärem Indien-Zweiteiler Der Tiger von Eschnapur und Das indische Grabmal. Danach verschwand sie aus dem Blickfeld der Öffentlichkeit.
Als Statisten für die Darstellung der Boxer wurden weitere ca. 150 ethnische Chinesen verpflichtet.
Der in China geborene deutsche Schauspieler Georg H. Schnell, der hier die kleine Rolle eines Gesandten übernommen hat, ist der einzige an Alarm in Peking beteiligte Schauspieler, der tatsächlich an der Niederschlagung des Boxeraufstands teilgenommen hatte.
Die Filmkulissen (chinesische Pagoden, europäische Botschaftssalons, militärische Verteidigungsanlagen) entwarfen die Filmarchitekten Willi A. Herrmann und Alfred Bütow. 
Als militärischer Berater fungierte Hauptmann a. D. Erich von Gomlicki. Ohne in der Besetzungsliste aufgeführt zu sein, war Graf Soden, der damals in Peking die Verteidigung des diplomatischen Viertels gegen die Boxer organisiert hatte, ebenfalls als Militärberater für diesen Film tätig.

## Kritik
Viktor Klemperer bezeichnete die Produktion als „ein wirklich gutes Stück“: „Amüsant an dem Film, dass die Boxer nicht nur als grausame Bösewichter hingestellt werden: es sind Patrioten und Nationalisten“.
Das große Personenlexikon des Films bezeichnete Alarm in Peking als „Abenteuerfilm“, in dem Fröhlich „einen geradlinigen, schneidigen Kerl“ verkörperte.
Hans Schmid wies 2010 auf Folgendes hin: „Trotz einiger Schauwerte und einer abwechslungsreichen Handlung ist Alarm in Peking nicht wirklich ein guter Film. Selpins Inszenierung ist über weite Strecken arg hölzern geraten, und man wird in regelmäßigen Abständen mit einer „chinesischen“ Musik von der Art beschallt, zu der heute das Fernsehballett im „Großen Frühlingsfest der Volksmusik“ tanzt.“